# Stanisław Wielgus
Stanisław Wojciech Wielgus (Stanisław Wielgus), (né en 1939 à Wierzchowiska, près de Sandomierz), est un prélat polonais. Il est nommé archevêque de Varsovie par le pape Benoît XVI le 6 décembre 2006, pour succéder au cardinal Jozef Glemp. Il entre en fonction le 5 janvier 2007 mais démissionne le lendemain..

## Biographie
Il est ordonné prêtre en 1962 pour le diocèse de Lublin.
Vicaire paroissial de 1962 à 1969, il poursuit des études de philosophie. Il étudie à Lublin et à l’institut "Martin Grabmann" de l’université de Munich (1973 - 1975 et 1978), spécialement l'histoire de la philosophie médiévale et des philosophes polonais.
Depuis 1969, il  enseigne à la faculté de philosophie de l’université catholique de Lublin. À partir de 1989, il est, pendant trois mandats successifs, recteur de l’université catholique de Lublin.
De 1999 à 2007, il est évêque de Płock.
Fraîchement nommé archevêque de Varsovie, Stanislaw Wielgus reconnaît le 5 janvier 2007 avoir collaboré avec l'ancienne police politique communiste Służba Bezpieczeństwa. Wielgus voulant obtenir une autorisation de sortie du territoire pour se rendre à l'université de Munich, la police politique le soumet à l'obligation de fournir des renseignements en 1973, et il accepte de se soumettre à cette obligation pour obtenir son visa de sortie.
Malgré le soutien de Radio Maryja et de Lech Wałęsa, il présente sa démission au pape Benoît XVI qui l'accepte le 7 janvier 2007. Le cardinal Glemp assure l'administration de l'archidiocèse dans l'attente de la nomination, le 3 mars, de Kazimierz Nycz, évêque de Koszalin-Kołobrzeg.

## Publications
Wielgus a publié plus de 500 contributions entre 1970 et 2005. Ci-après sont citées les contributions en langues autres que le polonais, ainsi que les livres.
- Les questions sur les universaux de Benoit Hesse. "Mediaevalia Philosophica Polonorum", XIV (1970), 131-153.
- Quaestiones Nicolai Peripatetici. "Mediaevalia Philosophica Polonorum", XVII (1973), 57-155.
- Édition critique et analyse historico-philosophique de "Quaestiones Nicolai Peripatetici" traité naturel du XIIIe siècle. In: "Bulletin de recherches de l'Institut de la Culture Médiévale", 1969-1973, II, Lublin, Wydawn. TN KUL, 1975, 18-22.
- Répertoire de commentaires bibliques polonais du moyen âge. In: "Bulletin de recherches de l'Institut de la Culture Médiévale", 1969-1973, II, Lublin, Wydawn. TN KUL, 1975, 12-14.
- Benedykta Hessego »Quaestiones super octo libros "Physicorum" Aristotelis«. Wstęp do krytycznej edycji, Lublin, RW KUL, 1983, 219+2 s., Zsfg., réédition : 
  - Benedictus Hesse: »Quaestiones super octo libros "Physicorum" Aristotelis«. Wydał, wstępem i komentarzami opatrzył Stanisław Wielgus, Wrocław, Zakł. Nar. im. Ossolińskich, 1984, XXXIV, 848 s., 2 tabl., PAN, Inst. Filoz. i Socjol.
- Die mittelalterlichen polnischen Bibelkommentare. In: "Probleme der Bearbeitung mittelalterlicher Handschriften", Wiesbaden: Otto Harrassowitz, 1986, 277-299. (=Wolfenbütteler Forschungen, XXX).
- Ausgewählte Probleme der Quaestiones in libros "Physicorum" des Benedikt Hesse von Krakau. In: "Die Philosophie im 14. und 15. Jahrhundert. In memoriam Konstanty Michalski (1879-1947)", Amsterdam, Philadelphia: B.R. Grüner, 1988, 81-101. (= Bochumer Studien zur Philosophie, VIII).
- "Consilia" de Stanislas de Scarbimiria contre l'astrologue Henri Bohemus (édition critique). "Studia Mediewistyczne", XXV, 1 (1988), s. 145-172.
- Gefahren und Chancen der polnischen Reform. "Catholica Actio - Zeitschrift für Akademiker", Wien, Nr IV (1989), 14-18.
- Ioannis Isneri Glossa super "Novum Testamentum" (BJ 1493). In: "Acta Mediaevalia", V, Lublin, Wydawn. TN KUL, 1989, s. 251-280.
- Badania nad Biblią w starożytności i średniowieczu, Lublin, Wydawn. TN KUL, 1990, 412 s.
- Les sciences au service de l'exégèse biblique du moyen âge. "Studia Mediewistyczne", XXVI, 2 (1990), 45-53.
- Obca literatura biblijna w średniowiecznej Polsce, Lublin, RW KUL, 1990, 299 s.
- Die Theorie des Menschen in den Werken Krakauer Theologen aus der zweiten Hälfte des XV. Jahrhunderts. In: "Historia philosophiae medii aevi. Studien zur Geschichte der Philosophie des Mittelalters", Amsterdam, Philadelphia: B.R. Grüner, 1991, 1047-1064.
- Die Wahrheit siegt gegen die Gewalt. "Münsterische Zeitung", 18.11.1991. édité ailleurs :
  - Die Wahrheit siegt gegen Gewalt. "Westfalische Nachrichten", 18.11.1991.
  - Die Wahrheit siegt gegen die Gewalt, Münster 1992, 11 s.
- Geschichte und Bedeutung der Katholischen Universität Lublin - besonders ihr Beitrag zur politischen Erneuerung der Demokratie in Polen. "Münsterischer Anzeiger", 19.11.1991.
- L'università cattolica come testimone di Cristo e piattaforma per lo scambio dei doni nel mondo contemporaneo. "L'Osservatore Romano", 4.12.1991.
- Średniowieczna literatura biblijna w języku polskim, Lublin, RW KUL, 1991, 70 s.
- I compiti fondamentali dell' Università Cattolica. "L'Osservatore Romano", 4.12.1991, s. 8.
- Das Christentum als Brücke zwischen den Völkern. Polnische Probleme und Perspektiven. In: Europa imaginieren. Hrsg. P. Koslowski, Berlin, Heidelberg: Springer-Verlag, 1992, 224-227, également en français :
  - Le christianisme, un pont entre les peuples. Problèmes polonais et perspectives. In: Imaginer l'Europe, Paris 1992, 215-218 .
- Universities and the unification of Europe. In: Transnational Future of Europe, Lublin, UMCS, 1992, 14-15.
- Letter of the Rector of the Catholic University of Lublin to the Friends of KUL. Pâques 1993. Wydaw. Przegląd Uniwersytecki KUL.
- Gedankenaustausch heißt beschenkt werden und beschenken. "Ethos"(Sonderausgabe), nr 1/1993, 179-182.
- Medieval Philosophy in Poland. In: Routledge Encyclopedia of Philosophy. Oxford (1995)
- Ponad więzy śmierci. „Niedziela", nr 16/95, 16.04.1995 r., s. 8. 221. Z badań nad średniowieczem, Lublin RW KUL 1995, 159 s.
- Stanislas Wielgus, Mieczysław Markowski (Ed.): Acta Mediaevalia VIII. Lublin 1995.
  - Trente ans de travail de l'Institut de la Culture Médiévale. „Acta Mediaevalia" VIII, Redakcja Wydawnictw KUL 1995, s. V-VII.
- Polska średniowieczna doktryna ius gentium, RW KUL 1996, 84 s.
- Bogu i Ojczyźnie. Uniwersyteckie przemówienia i listy, Lublin KUL 1996, 297 s.
- Geisteswissenschaften in der neuzeitlichen und modernen Gesellschaft, in: Wissenschaft und Gesellschaft im Dialog, hrsg.W.Pfeiffer, Toruń 1996, 56-65.
- Philosophie, Theologie und andere Geisteswissenschaften in der neuzeitlichen und modernen Gesellschaft, in: Im Ringen um die Wahrheit. Festschrift der Gustav-Siewerth-Akademie zum 70. Geburtstag ihrer Gründerin und Leiterin Prof. Dr. Alma von Stockhausen, Hrsg. Remigius Bäumer, J. Hans Benirschke, Tadeusz Guz, Gustav-Siewerth-Akademie, Weilheim-Bierbronne 1997, 163-174.
- Philosophy in Poland (The medieval period), in: Routledge Encyclopedia of Philosophy, vol. 7, ed. Edward Craig, Routledge 1998, London and New York, 483-489.
- The Medieval Polish Doctrine of the Law of Nation: Ius Gentium, tłum. J.M.Grondelski, Redakacja Wydawnictw KUL Lublin 1998, ss. 112.
- The Opening Address for the V World Congress of Christian Philosophy at the Catholic University of Lublin „Freedom confronting old and new totalitarianism", in: Freedom in contemporary culture. Acts of the V World Congress of Christian Philosophy Catholic University of Lublin 20-25 August 1996, vol. I, Lublin (The University Press of the Catholic University of Lublin) 1998, 17-23.
- „Werk der Annaherung und Versohnung", w: Setze den ersten Schritt..., Darmstadt 1997/1998, 35-36.
- Co-Author of the Past, Guide for Today, w: Saint Anselm. Bishop and Thinker, RW KUL Lublin 1999, 11-14.
- A un illustre Savant, a un Homme de Bien, „Acta mediaevalia" 12(1999), s. 9-10.
- The Genesis and History of „ius gentium" in the Ancient World and the Middle Ages, „Roczniki Filozoficzne" t.47,z.2 (1999), s.335-351.
- O odrodzenie wychowania, Płock (Płocki Instytut Wydawniczy) 2000 (broszura), 20 p.
- Dobra jest więcej. Płockie kazania, listy pasterskie i przemówienia, Płock (Płocki Instytut Wydawniczy) 2001, 259p.
- À l'occasion du jubilé du renouvellement de la fondation de l'Université de Cracovie, in: Acta Mediaevalia, 15(2002), 11-12.
- Z obszarów średniowiecznej myśli islamskiej, żydowskiej i chrześcijańskiej, Płock (Płocki Instytut Wydawaniczy) 2002, 152 ss.